# 1626
Реформація •  Епоха великих географічних відкриттів •  Ганза •  Нідерландська революція •  Річ Посполита •  Запорозька Січ

## Геополітична ситуація
Османську імперію очолює Мурад IV (до 1640). Під владою османського султана перебувають Близький Схід та Єгипет, Середземноморське узбережжя Північної Африки, частина Закавказзя, значні території в Європі: Греція, Болгарія і Сербія. Васалами османів є Волощина та Молдова.
Священна Римська імперія — наймогутніша держава Європи. Її територія охоплює крім німецьких земель Угорщину з Хорватією, Богемію, Північну Італію. Її імператором є Фердинанд II з родини Габсбургів (до 1637). Фердинанд III Габсбург — король Угорщини. На території імперії триває Тридцятирічна війна.
Габсбург Філіп IV Великий є королем Іспанії (до 1665) та Португалії. Йому належать Іспанські Нідерланди, південь Італії, Нова Іспанія, Нова Гранада та Нова Кастилія в Америці, Філіппіни. Португалія, попри правління іспанського короля, залишається незалежною. Вона має володіння в Бразилії, в Африці, в Індії, на Цейлоні, в Індійському океані й Індонезії.
Північ Нідерландів займає Республіка Об'єднаних провінцій. Король Франції — Людовик XIII Справедливий (до 1643). Королем Англії є Карл I (до 1640). Король Данії та Норвегії — Кристіан IV Данський (до 1648), Швеції — Густав II Адольф (до 1632). На Апеннінському півострові незалежні Венеціанська республіка та Папська область.
Королем Речі Посполитої, якій належать українські землі, є Сигізмунд III Ваза (до 1632). На півдні України існує Запорозька Січ.
Царем Московії є Михайло Романов (до 1645). Існують Кримське ханство, Ногайська орда.
Шахом Ірану є сефевід Аббас I Великий (до 1629).
Значними державами Індостану є Імперія Великих Моголів, Біджапурський султанат, султанат Голконда, Віджаянагара. У Китаї править династія Мін, маньчжури утворили династію Пізня Цзінь. У Японії триває період Едо.

## Події

### В Україні
- Місто Канів стало першою столицею козацько-гетьманської автономії гетьмана Михайла Дорошенка.
- У лютому хан Мухамед-Гірей разом з Буджацькою ордою дійшов аж до Галичини.
- Весною у море вийшло 60 чайок; козацька ескадра дійшла до гирла річки Ріоні, поблизу Поті в бою з османською ескадрою зазнала поразки.
- У літку Нуреддін-султан з ордою йде на Київ. Михайло Дорошенко з запорозьким товариством та кількома київськими полками і силами Стефана Хмелецького зупинив орду під Білою Церквою і розгромив її вщент — 9 жовтня битва під Білою Церквою.
- Восени відбувся похід флотилії гетьмана Михайла Дорошенка на Трапезунд, Синоп і Самсонів (Самсун).
- Олексій Шафран з 500 козаків ходив на Трапезунд.
- Засновано Немирівське церковне братство для боротьби проти католизації і ополячення.

### У світі

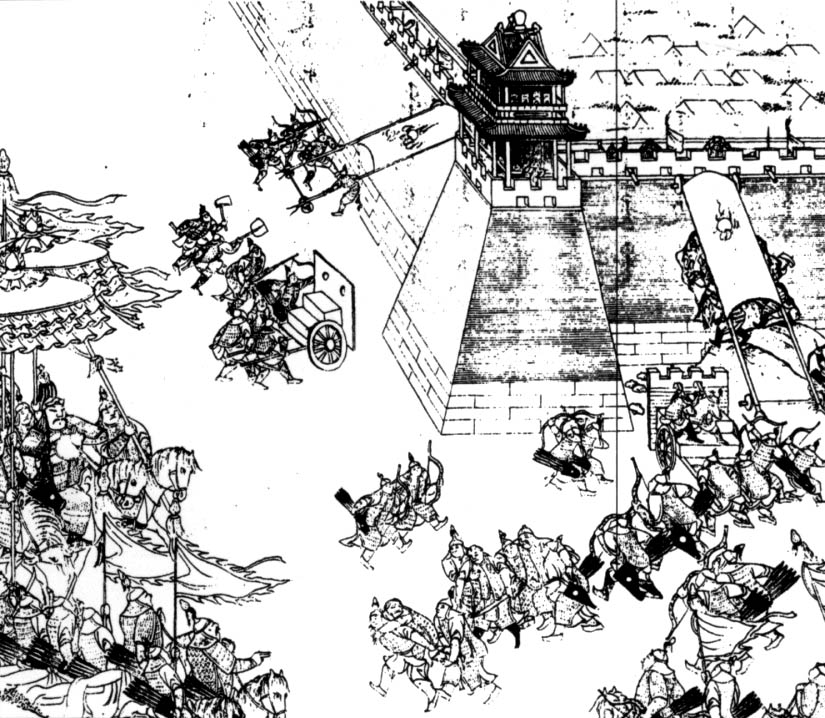
Невдала облога Нін'юаня силами Нурхаці.

- Шведи завдали поразки польсько-литовському війську в битві під Вальгофом.
- Аксель Оксеншерна став генерал-губернатором окупованої Східної Пруссії.
- Тридцятирічна війна:
  - 25 квітня генерал Альбрехт Валенштайн, командувач армії імператора Фердинанда II, у битві біля Дессау (Нижня Саксонія) розбив данське військо під керівництвом графа Ернста фон Мансфельда.
  - 27 серпня генерал Тіллі розбив данців поблизу Луттера.
  - 18 грудня правитель Трансильванії Габор Бетлен уклав угоду з імператором Фердинандом II.
- Французький уряд та гугеноти підписали в Парижі мирну угоду, що припинила повстання.
- 4 травня голландський мандрівник Петер Мінуїт висадився на острові, котрий сьогодні називається Мангеттен. Він став третім директором Нових Нідерландів і придбав острів у індіанців делаварів.
- Англійський король Карл I розпустив Парламент.
- 18 листопада у Римі папа Урбан VIII освятив перебудований собор Св. Петра.
- Чжурчженів після смерті Нурхаці очолив Хуан Тайцзі.

## Народились
Див. також Категорія:Народились 1626
- 5 лютого — Марі де Севіньє (Рабютьєн Шанталь), французька письменниця
- 2 серпня — Шарль Ле Лонгуйє, французький колоніст Канади, дослідник індіанських мов.

## Померли
Див. також Категорія:Померли 1626
- 9 квітня — У Хайгейті поблизу Лондона у віці 65 років помер видатний англійський філософ, письменник і державний діяч сер Френсіс Бекон
- 15 грудня — У Празі у віці близько 66 років помер Адріан де Вріс, голландський скульптор раннього бароко.